# Pasias luzonus
Espèce
Pasias luzonus est une espèce d'araignées aranéomorphes de la famille des Thomisidae.

## Distribution
Cette espèce est endémique de Luçon aux Philippines,.

## Description
La femelle holotype mesure 6 mm.

## Étymologie
Son nom d'espèce lui a été donné en référence au lieu de sa découverte, Luçon.

## Publication originale
- Simon, 1895 : Histoire naturelle des araignées. Paris, vol. 1, p. 761-1084 (texte intégral).